# Robert de St Germain
Robert de St Germain (auch of St Germain; † nach 1220) war ein schottischer Geistlicher und Diplomat. Möglicherweise wurde er um 1216 zum Bischof von Carlisle gewählt, aber nicht in seinem Amt bestätigt.

## Aufstieg als Geistlicher und Schreiber

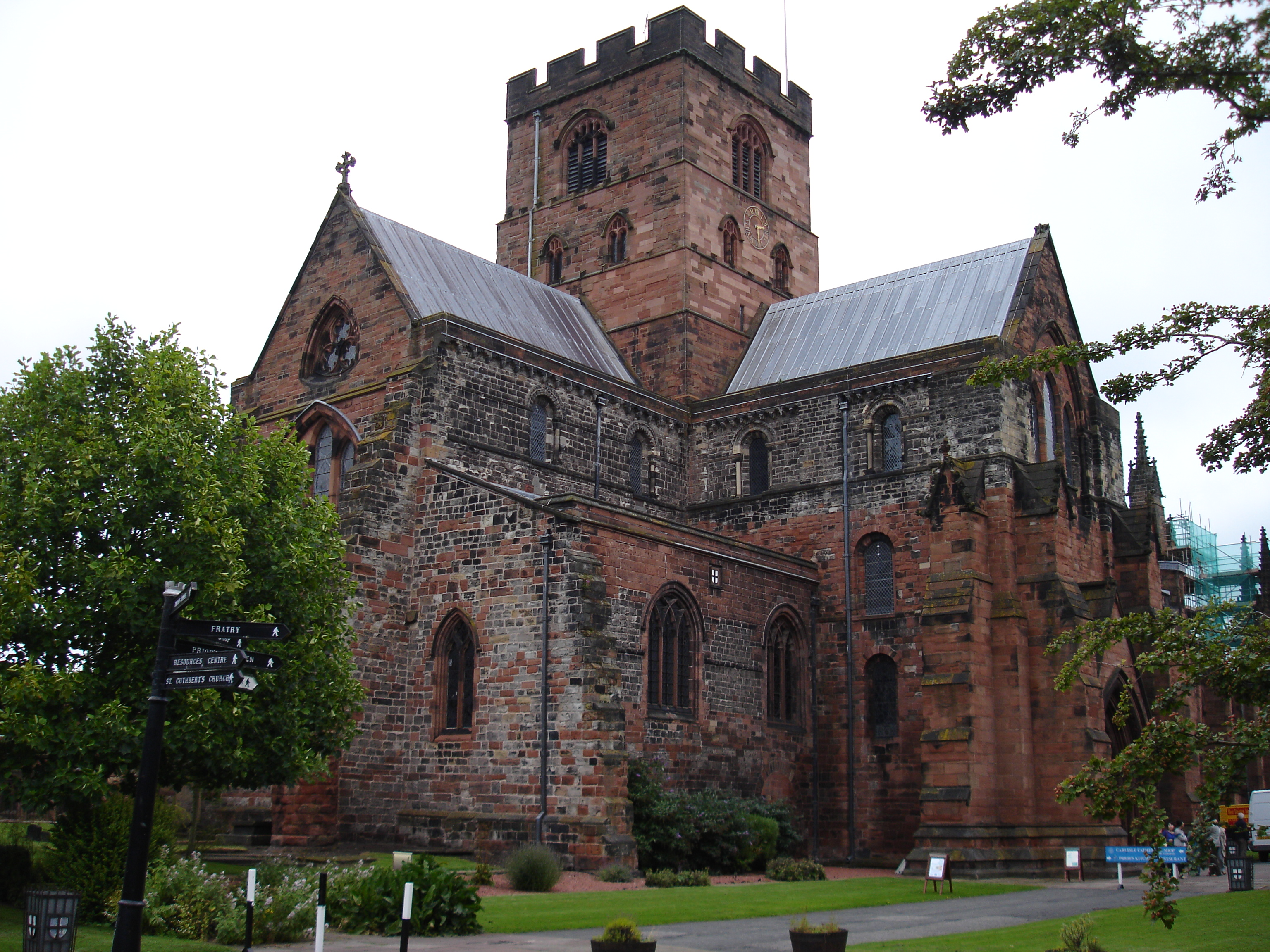
Die Kathedrale von Carlisle, wo Robert de St Germain möglicherweise zum Bischof gewählt wurde

Die Herkunft von Robert de St Germain ist ungeklärt. Er könnte aus Frankreich stammen und sich nach Saint Germain bei Paris benannt haben. Nach einer anderen Theorie entstammte er einer Familie, die im späten 12. Jahrhundert Grundbesitz in Nordengland besaß. Ob er studiert hat, ist ungewiss, denn er wird nur 1218 in einem päpstlichen Schreiben als Magister bezeichnet. Vor 1199 kam er nach Schottland und trat in den Dienst von Bischof Roger von St Andrews. Nach dessen Tod 1202 gehörte St Germain dem Haushalt des neuen Bischofs William Malveisin an. Vor 1213 wechselte er in den Dienst der schottischen Krone. Im Juli 1215 gehörte er der von Bischof Malveisin geleiteten Gesandtschaft an, die König Alexander II. nach der Anerkennung der Magna Carta durch den englischen König Johann Ohneland zu weiteren Verhandlungen nach England schickte. Die Verhandlungen in Oxford wurden aber nach kurzer Zeit ergebnislos abgebrochen.

## Rolle im Krieg zwischen Schottland und England
Im Oktober 1215 kam es zum Krieg zwischen Schottland und England, als König Alexander II. in Nordengland einfiel. Während des Kriegs eroberte das schottische Heer das nordwestenglische Carlisle. Alexander II. war fest entschlossen, die Stadt samt der Grafschaft Cumberland seinem Reich einzugliedern. Die Kanoniker des Kathedralstifts von Carlisle standen fest auf schottischer Seite und wählten noch 1216 einen namentlich nicht genannten, aber bereits exkommunizierten Schotten zum Bischof des seit 1214 vakanten Bistums Carlisle. Dieser zum Bischof gewählt Schotte war sehr wahrscheinlich entweder der königliche Kanzler William del Bois oder sein Schreiber Robert de St Germain. Vermutlich war aber William del Bois zum Bischof gewählt worden, denn Robert de St Germain trat vor April 1217 in den Dienst des französischen Prinzen Ludwig. Die aufständischen englischen Barone hatten dem französischen Prinzen die englische Krone angeboten, so dass er im Mai 1216 mit einem Heer in England landete. St Germain hatte schon seit längerem gute Kontakte zur französischen Königsfamilie gehabt. Bereits 1212 hatte er den englischen Geistlichen Simon Langton getroffen, der eine Pension des französischen Königs erhalten hatte. Langtons Vater Henry war vor dem Zorn von König Johann Ohneland nach Schottland geflohen und hatte in St Andrews Zuflucht gefunden, wo St Germain im Haushalt des Bischofs tätig war. Im Frühjahr 1217 predigte St Germain am St Paul’s Cross in London öffentlich zugunsten des Thronanspruchs von Prinz Ludwig. Dies trug ihm die Feindschaft des päpstlichen Legaten Guala ein, der zur Unterstützung des englischen Königs nach England gesandt worden war. Simon Langton und Robert St Germain gehörten zu den vier Prälaten, die im 1217 namentlich von dem Friedensangebot von Guala an Prinz Ludwig ausgenommen wurden. Prinz Ludwig weigerte sich aber, auf die Forderung nach einer besonderen Bestrafung für die vier Prälaten einzugehen, so dass die ersten Friedensverhandlungen scheiterten. Nachdem der Prinz aber im September 1217 den Frieden von Lambeth mit der englischen Regierung schließen musste, kehrte St Germain vermutlich nach Schottland zurück. Aber auch Alexander II. konnte nicht verhindern, dass Guala zu den schottischen Prälaten gehörte, gegen die schwere Kirchenstrafen verhängt wurden. Als besonders gefährlicher Gegner der Kurie und des Königs von England war er exkommuniziert worden und musste nach Rom reisen, um von Papst Honorius III. selbst die Absolution zu erhalten. Ohne Einkünfte aus seinen Pfründen erhielt er nur durch die Fürsprache des französischen Königs Philipp II. und von Prinz Ludwig am 7. Juni 1218 die päpstliche Absolution. Obwohl sich der schottische König in Rom nicht für ihn eingesetzt hatte, kehrte St Germain wieder nach Schottland zurück. In Carlisle war 1218 auf Druck der englischen Regierung der Zisterzienser Hugh of Beaulieu zum neuen Bischof gewählt worden. St Germain diente offenbar bis 1220 als schottischer Gesandter bei weiteren Verhandlungen mit England. Nach Ende 1220 oder Anfang 1221 wird er nicht mehr erwähnt, er war vermutlich gestorben.